# Sinfonía n.º 3 (Skriabin)

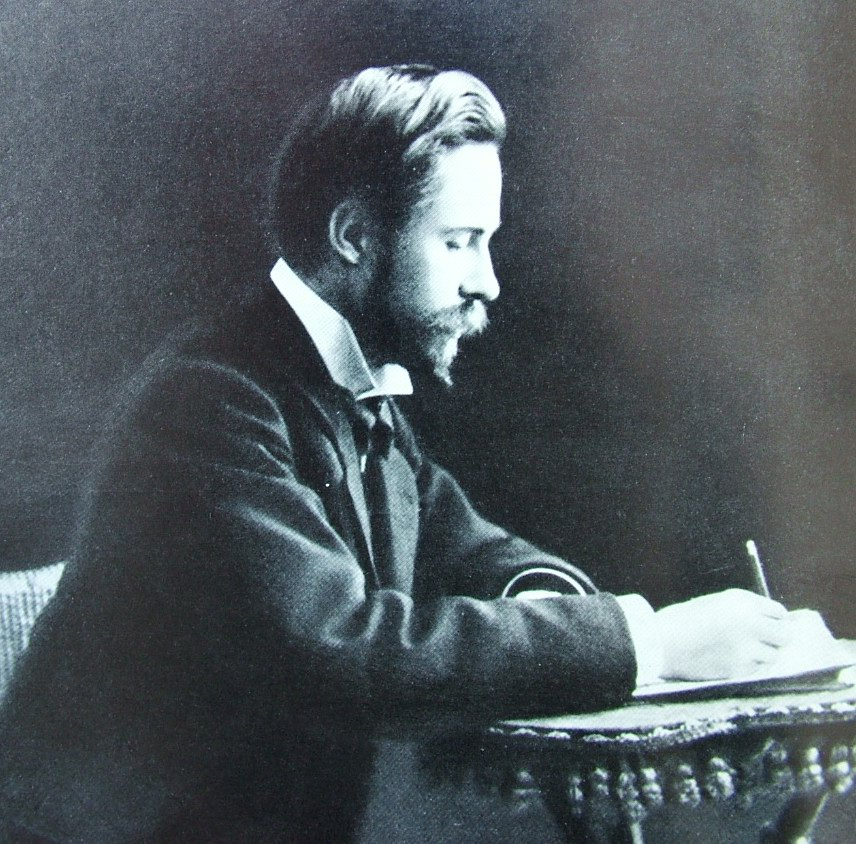
Skriabin en 1905.

La Sinfonía n.º 3 en do menor, Op. 43, subtitulada Le Divin Poème (El poema divino), fue compuesta por Aleksandr Skriabin entre 1904 y 1905 en Suiza.

## Historia

### Contexto
La vida de Skriabin cambió drásticamente cuando conoció a Tatiana Schlözer que fue su alumna. El compositor abandonó a su esposa, Vera Ivanovna, y entabló una relación íntima con su alumna. El abandono de su familia, sin la disolución del matrimonio, para irse con su amante fue percibida de forma muy ambigua por sus familiares, amigos, conocidos, así como en los círculos artísticos y musicales. El período de convivencia de la pareja estuvo marcado por los conciertos y giras, así como por un fuerte repunte creativo. Fue en esa época cuando el maestro creó su propio estilo único, escribió sus obras innovadoras más importantes, entre ellas El poema del éxtasis y el Prometeo. Al mismo tiempo, para Skriabin, fueron años de trabajo agotador, y para su familia, años de dificultades y penurias, inicialmente asociados al ambiguo estado civil del compositor, y después de regresar a Rusia empeorados con el estallido de la guerra.

### Composición

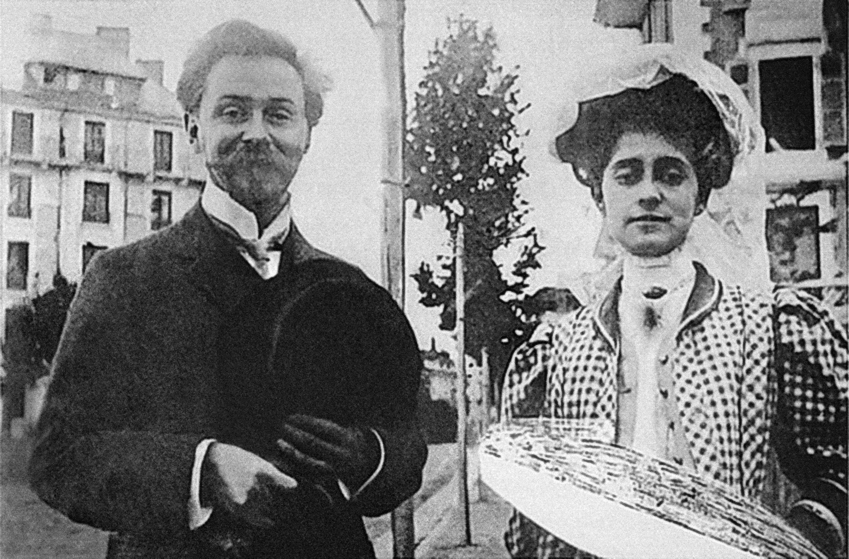
Skriabin y Tatiana Schlözer en 1909

La composición se desarrolló en 1905 en Suiza. Fue escrita al inicio del periodo de cuatro años entre 1904 y 1908 que Skriabin pasó en Occidente. Gracias al apoyo de su acomodada alumna, Tatiana Schlözer, el maestro ruso pudo abandonar su trabajo en el Conservatorio de Moscú, donde había enseñado durante cinco años, para dedicarse durante un largo período en la composición en el extranjero. 
El programa de esta obra fue ideado por Tatiana y representaba "la evolución del espíritu humano del panteísmo a la unidad con el universo". Encarna una idea filosófica que representa la evolución del espíritu humano que, liberado de las leyendas y misterios del pasado, que ha superado, pasa al panteísmo y logra una afirmación alegre y estimulante de su libertad y de su unidad con el universo.

### Estreno
Se estrenó en el Teatro del Châtelet en París el 29 de mayo de 1905 bajo la dirección de Arthur Nikisch.

## Estructura y análisis
La sinfonía consta de una introducción y tres movimientos, que se tocan sin pausa:
- Introducción
- I. Luttes
- II. Voluptés
- III. Jeu divin

### Introducción
En la Introducción (marca de tempo: Lento), el tema principal aparece en los bajos contestados por las trompetas y retomado en los primeros violines e instrumentos de viento-madera.

### I.Luttes
El primer movimiento se titula Luttes (Luchas) y lleva las indicaciones de tempo Allegro Mystérieux, tragique. Se abre con el tema principal en los violines que después toman los bajos y progresivamente va llegando al clímax. A medida que se apaga, aparece un tema similar a un himno en las cuerdas. La segunda melodía sigue en los instrumentos de viento-madera con acompañamiento de violines y contrabajos, seguida de un tema que recuerda al Amén de Dresde en un largo temblor, las trompetas dan su tema original, con el acompañamiento total de la orquesta. Tras la recapitulación aparece el tema principal en las trompas, con los violines en acompañamiento agitado. El cierre de la sección es vehemente, desapareciendo progresivamente y conduciendo al segundo movimiento.

### II.Voluptés
El segundo movimiento se titula Voluptés (Delicias) y lleva las indicaciones Lento, sublime. Se inicia con una melodía lenta y tierna en las maderas y las trompas y más tarde en las cuerdas, las trompetas repiten su llamada en el primer movimiento. Esta melodía, cada vez más apasionada, se rompe por un fuerte pasaje de las trompas que finalmente dan al unísono un compás alegre, los contrabajos contestan a la llamada de la trompeta invertida, conduciendo al final.

### III.Jeu divin
El tercer y último movimiento se titula Jeu divin (Obra divina) y lleva las indicaciones Allegro Avec une joie éclatante . Arranca con un movimiento animado de las cuerdas, después las trompetas tocan una variación de su llamada. Sigue una segunda melodía en los oboes y los violonchelos contra la armonía de las maderas y las trompas interrumpida repentinamente por el retorno de la primera melodía. Tras el desarrollo, vuelven las trompas al unísono y la llamada invertida de la trompeta. Hacia el final vuelve el tema principal del primer movimiento y la sección termina al unísono.